# Fussball Club Vaduz 2020-2021
Questa voce raccoglie le informazioni riguardanti il Fussball Club Vaduz nelle competizioni ufficiali della stagione 2020-2021.

## Stagione
Nella stagione 2020-2021 il Vaduz, allenato da Mario Frick, concluse il campionato di Super League al 10º posto e fu retrocesso in Challenge League. In Coppa del Liechtenstein il Vaduz avrebbe dovuto disputare i quarti di finale con lo Schaan ma la competizione fu sospesa. In Europa League il Vaduz fu eliminato al primo turno di qualificazione dall'Hibernians.

## Rosa
| N. |                          | Ruolo | Calciatore        |
| -- | ------------------------ | ----- | ----------------- |
| 1  | Liechtenstein (bandiera) | P     | Benjamin Büchel   |
| 4  | Albania (bandiera)       | D     | Denis Simani      |
| 5  | Svizzera (bandiera)      | D     | Joël Schmied      |
| 6  | Kosovo (bandiera)        | D     | Fuad Rahimi       |
| 7  | Svizzera (bandiera)      | A     | Matteo di Giusto  |
| 8  | Liechtenstein (bandiera) | C     | Sandro Wieser     |
| 9  | Austria (bandiera)       | A     | Manuel Sutter     |
| 10 | Francia (bandiera)       | A     | Mohamed Coulibaly |
| 11 | Svizzera (bandiera)      | C     | Tunahan Çiçek     |
| 13 | Svizzera (bandiera)      | D     | Kevin Iodice      |
| 14 | Serbia (bandiera)        | C     | Milan Gajić       |
| 15 | Svizzera (bandiera)      | D     | Yannick Schmid    |
| 18 | Liechtenstein (bandiera) | P     | Justin Ospelt     |

| N. |                                 | Ruolo | Calciatore        |
| -- | ------------------------------- | ----- | ----------------- |
| 19 | Bosnia ed Erzegovina (bandiera) | A     | Dejan Đokić       |
| 21 | Germania (bandiera)             | D     | Pius Dorn         |
| 22 | Germania (bandiera)             | D     | Nico Hug          |
| 24 | Svizzera (bandiera)             | D     | Cédric Gasser     |
| 26 | Liechtenstein (bandiera)        | A     | Ferhat Saglam     |
| 27 | Svizzera (bandiera)             | D     | Linus Obexer      |
| 28 | Austria (bandiera)              | C     | Boris Prokopič    |
| 29 | Austria (bandiera)              | C     | Sebastian Santin  |
| 30 | Svizzera (bandiera)             | C     | Gabriel Lüchinger |
| 35 | Svizzera (bandiera)             | C     | Yago Gomes        |
| 37 | Austria (bandiera)              | A     | Elvin Ibrišimović |
| 42 | Svizzera (bandiera)             | P     | Gion Chande       |
| 43 | Serbia (bandiera)               | C     | Albin Behluli     |

## Organigramma societario
Area tecnica
- Allenatore: Mario Frick
- Allenatore in seconda: Roman Matter
- Preparatore dei portieri: Sebastian Selke
- Preparatori atletici:

## Calciomercato

### Sessione estiva
| Acquisti | Acquisti         | Acquisti            | Acquisti |
| R.       | Nome             | da                  | Modalità |
| -------- | ---------------- | ------------------- | -------- |
| D        | Linus Obexer     | Young Boys          |          |
| D        | Joël Schmied     | Young Boys II       |          |
| C        | Sebastian Santin | WSG Swarovski Tirol |          |
| A        | Matteo di Giusto | Zurigo              |          |
| D        | Nico Hug         | Friburgo II         |          |

| Cessioni | Cessioni         | Cessioni        | Cessioni |
| R.       | Nome             | a               | Modalità |
| -------- | ---------------- | --------------- | -------- |
| D        | Berkay Sülüngöz  | Altay           |          |
| A        | Noah Frick       | Neuchâtel Xamax |          |
| C        | Besart Bajrami   | Balzers         |          |
| C        | Dominik Schwizer | Thun            |          |
| D        | Jens Hofer       | Bienne          |          |
| C        | Aron Sele        | Chur            |          |

### Sessione invernale
| Acquisti | Acquisti          | Acquisti         | Acquisti |
| R.       | Nome              | da               | Modalità |
| -------- | ----------------- | ---------------- | -------- |
| D        | Kevin Iodice      | Grasshoppers     |          |
| C        | Besart Bajrami    | Balzers          |          |
| A        | Elvin Ibrišimović | Wacker Innsbruck |          |

| Cessioni | Cessioni           | Cessioni     | Cessioni |
| R.       | Nome               | a            | Modalità |
| -------- | ------------------ | ------------ | -------- |
| D        | Gianni Antoniazzi  | Chiasso      |          |
| A        | Nicolae Milinceanu | PAS Giannina |          |

## Risultati

### Super League

#### Prima fase, girone di andata
| Arbitro: | San |

|                       |           |                           |
| Cabral 6’ Stocker 38’ | Marcatori | 29’ Sutter 78’ Milinceanu |

| Arbitro: | Fähndrich |

|  |           |             |
|  | Marcatori | 83’ Ribeiro |

| Arbitro: | Tschudi |

|           |           |  |
| Nsame 62’ | Marcatori |  |

| Arbitro: | Jaccottet |

|                  |           |         |
| Çiçek 45’ (rig.) | Marcatori | 90’ Ošs |

| Arbitro: | Piccolo |

|             |           |                                            |
| Schmied 74’ | Marcatori | 6’ Sobiech 41’ Tosin 68’ Ceesay 78’ Gnonto |

| Arbitro: | Cibelli |

|                                      |           |  |
| Turkeš 59’ (rig.), 68’ Geissmann 80’ | Marcatori |  |

| Arbitro: | Piccolo |

|  |           |                         |
|  | Marcatori | 27’ Stevanović 49’ Kyei |

| Arbitro: | Jaccottet |

|            |           |                  |
| Sorgić 31’ | Marcatori | 87’ (rig.) Gajić |

| Arbitro: | Dudic |

|                                       |           |              |
| Çiçek 23’, 54’ Dorn 46’ Coulibaly 59’ | Marcatori | 41’ Uldriķis |

#### Prima fase, girone di ritorno
| Arbitro: | Bieri |

|                        |           |  |
| Duah 62’ Stillhart 70’ | Marcatori |  |

| Arbitro: | Jaccottet |

|  |           |                         |
|  | Marcatori | 55’ Pululu 62’ Marchand |

| Arbitro: | Horisberger |

|  |           |                               |
|  | Marcatori | 49’ Puertas 64’ (rig.) Turkeš |

| Arbitro: | Dudic |

|                         |           |               |
| Zock 72’ Abdellaoui 90’ | Marcatori | 76’ Lüchinger |

| Arbitro: | Schnyder |

|                 |           |            |
| Kyei 58’ (rig.) | Marcatori | 87’ Wieser |

| Vaduz 24 gennaio 2021, ore 16:00 CET 15ª giornata | Vaduz     | 0 – 0 referto | Young Boys | Rheinpark (0 spett.)\| Arbitro: \| Fähndrich \| |
| Arbitro:                                          | Fähndrich |               |            |                                                 |

| Arbitro: | Jaccottet |

|  |           |            |
|  | Marcatori | 61’ Schmid |

| Arbitro: | San |

|            |           |            |
| Giusto 90’ | Marcatori | 24’ Schaub |

| Arbitro: | Cibelli |

|            |           |            |
| Gerndt 23’ | Marcatori | 2’ Schmied |

#### Seconda fase, girone di andata
| Arbitro: | Fähndrich |

|                                         |           |                          |
| Gajić 54’ (rig.) Schmied 64’ Giusto 78’ | Marcatori | 43’ Marchesano 83’ Aliti |

| Arbitro: | Jaccottet |

|                                                |           |  |
| Schürpf 24’ Ugrinić 31’ Sorgić 60’ N'Diaye 78’ | Marcatori |  |

| Arbitro: | Schnyder |

|                  |           |             |
| Schmied 29’, 64’ | Marcatori | 80’ Kräuchi |

| Arbitro: | Cibelli |

|  |           |                                           |
|  | Marcatori | 73’ (rig.) Lüchinger 90’ (rig.) Coulibaly |

| Arbitro: | Schärer |

|  |           |                                    |
|  | Marcatori | 44’ Bolingi 90’ Tsoungui 90’ Cunha |

| Arbitro: | Piccolo |

|                |           |           |
| Siebatcheu 81’ | Marcatori | 55’ Đokić |

| Arbitro: | Bieri |

|  |           |                          |
|  | Marcatori | 3’, 24’ Ardaiz 69’ Marić |

| Arbitro: | Horisberger |

|          |           |                     |
| Kyei 76’ | Marcatori | 28’ Dorn 50’ Giusto |

| Arbitro: | Hänni |

|             |           |                        |
| Stocker 56’ | Marcatori | 37’ Schmied 90’ Schmid |

#### Seconda fase, girone di ritorno
| Arbitro: | Schärer |

|                              |           |  |
| Lüchinger 75’ Đokić 79’, 84’ | Marcatori |  |

| Arbitro: | Bieri |

|                       |           |                  |
| Cunha 53’ Bolingi 58’ | Marcatori | 34’ (rig.) Gajić |

| Arbitro: | Fähndrich |

|                  |           |            |
| Gajić 85’ (rig.) | Marcatori | 79’ Kasami |

| Arbitro: | Hänni |

|           |           |  |
| Adamu 26’ | Marcatori |  |

| Arbitro: | Tschudi |

|               |           |                     |
| Lüchinger 13’ | Marcatori | 6’ Sorgić 12’ Burch |

| Arbitro: | San |

|  |           |                       |
|  | Marcatori | 16’ Çiçek 79’ Schmied |

| Arbitro: | Piccolo |

|  |           |                              |
|  | Marcatori | 15’ Siebatcheu 79’ Fassnacht |

| Arbitro: | Hänni |

|            |           |                                      |
| Schmid 35’ | Marcatori | 11’ Stevanović 64’ Schalk 90’ Fofana |

| Arbitro: | Schärer |

|                                                 |           |           |
| Marchesano 8’ Seiler 35’ Kololli 70’ Gnonto 74’ | Marcatori | 2’ Giusto |

### Coppa del Liechtenstein
| 3 novembre 2020, ore CET Quarti di finale | Schaan | – non disputata | Vaduz |  |

### Europa League

#### Fase di qualificazione
| Arbitro: | Teixeira |

|  |           |                     |
|  | Marcatori | 34’, 57’ Degabriele |

## Statistiche

### Statistiche di squadra
| Competizione            | Punti | In casa | In casa | In casa | In casa | In casa | In casa | In trasferta | In trasferta | In trasferta | In trasferta | In trasferta | In trasferta | Totale | Totale | Totale | Totale | Totale | Totale | DR  |
| Competizione            | Punti | G       | V       | N       | P       | Gf      | Gs      | G            | V            | N            | P            | Gf           | Gs           | G      | V      | N      | P      | Gf     | Gs     | DR  |
| ----------------------- | ----- | ------- | ------- | ------- | ------- | ------- | ------- | ------------ | ------------ | ------------ | ------------ | ------------ | ------------ | ------ | ------ | ------ | ------ | ------ | ------ | --- |
| Super League            | 36    | 18      | 4       | 4       | 10      | 18      | 31      | 18           | 5            | 5            | 8            | 18           | 27           | 36     | 9      | 9      | 18     | 36     | 58     | -22 |
| Europa League           | -     | 1       | 0       | 0       | 1       | 0       | 2       | 0            | 0            | 0            | 0            | 0            | 0            | 1      | 0      | 0      | 1      | 0      | 2      | -2  |
| Coppa del Liechtenstein | -     | 0       | 0       | 0       | 0       | 0       | 0       | 0            | 0            | 0            | 0            | 0            | 0            | 0      | 0      | 0      | 0      | 0      | 0      | 0   |
| Totale                  | 36    | 20      | 5       | 4       | 11      | 20      | 33      | 19           | 5            | 5            | 9            | 21           | 31           | 39     | 10     | 9      | 20     | 41     | 64     | -23 |

### Andamento in campionato
| Giornata  | 1 | 2 | 3 | 4  | 5  | 6  | 7  | 8  | 9  | 10 | 11 | 12 | 13 | 14 | 15 | 16 | 17 | 18 | 19 | 20 | 21 | 22 | 23 | 24 | 25 | 26 | 27 | 28 | 29 | 30 | 31 | 32 | 33 | 34 | 35 | 36 |
| --------- | - | - | - | -- | -- | -- | -- | -- | -- | -- | -- | -- | -- | -- | -- | -- | -- | -- | -- | -- | -- | -- | -- | -- | -- | -- | -- | -- | -- | -- | -- | -- | -- | -- | -- | -- |
| Luogo     | T | C | T | C  | C  | T  | C  | T  | C  | T  | C  | C  | T  | T  | C  | T  | C  | T  | C  | T  | C  | T  | C  | T  | C  | T  | T  | C  | T  | C  | T  | C  | T  | C  | C  | T  |
| Risultato | N | P | P | N  | P  | P  | P  | N  | V  | P  | P  | P  | P  | N  | N  | V  | N  | N  | V  | P  | V  | V  | P  | N  | P  | V  | V  | V  | P  | N  | P  | P  | V  | P  | P  | P  |
| Posizione | 5 | 8 | 9 | 10 | 10 | 10 | 10 | 10 | 10 | 10 | 10 | 10 | 10 | 10 | 10 | 10 | 10 | 10 | 10 | 10 | 10 | 10 | 10 | 10 | 10 | 10 | 9  | 9  | 9  | 9  | 9  | 9  | 9  | 9  | 9  | 10 |

Legenda:

Luogo: C = Casa; T = Trasferta. Risultato: V = Vittoria; N = Pareggio; P = Sconfitta.

### Statistiche dei giocatori
| Giocatore      | Barrage Super League | Barrage Super League | Barrage Super League | Barrage Super League | Super League | Super League | Super League | Super League | Europa League | Europa League | Europa League | Europa League | Totale   | Totale | Totale      | Totale     |
| Giocatore      | Presenze             | Reti                 | Ammonizioni          | Espulsioni           | Presenze     | Reti         | Ammonizioni  | Espulsioni   | Presenze      | Reti          | Ammonizioni   | Espulsioni    | Presenze | Reti   | Ammonizioni | Espulsioni |
| -------------- | -------------------- | -------------------- | -------------------- | -------------------- | ------------ | ------------ | ------------ | ------------ | ------------- | ------------- | ------------- | ------------- | -------- | ------ | ----------- | ---------- |
| G. Antoniazzi  | 0                    | 0                    | 0                    | 0                    | 2            | 0            | 0            | 0            | 0             | 0             | 0             | 0             | 2        | 0      | 0           | 0          |
| B. Bajrami     | 0                    | 0                    | 0                    | 0                    | 0            | 0            | 0            | 0            | 0             | 0             | 0             | 0             | 0        | 0      | 0           | 0          |
| A. Behluli     | 0                    | 0                    | 0                    | 0                    | 0            | 0            | 0            | 0            | 0             | 0             | 0             | 0             | 0        | 0      | 0           | 0          |
| B. Büchel      | 2                    | 0                    | 0                    | 0                    | 35           | 0            | 0            | 0            | 1             | 0             | 0             | 0             | 38       | 0      | 0           | 0          |
| G. Chande      | 0                    | 0                    | 0                    | 0                    | 0            | 0            | 0            | 0            | 0             | 0             | 0             | 0             | 0        | 0      | 0           | 0          |
| M. Coulibaly   | 2                    | 2                    | 0                    | 0                    | 16           | 2            | 2            | 0            | 1             | 0             | 1             | 0             | 19       | 4      | 3           | 0          |
| P. Dorn        | 2                    | 0                    | 1                    | 0                    | 35           | 2            | 2            | 0            | 1             | 0             | 0             | 0             | 38       | 2      | 3           | 0          |
| N. Frick       | 1                    | 0                    | 0                    | 0                    | 0            | 0            | 0            | 0            | 0             | 0             | 0             | 0             | 1        | 0      | 0           | 0          |
| M. Gajić       | 0                    | 0                    | 0                    | 0                    | 35           | 4            | 6            | 0            | 0             | 0             | 0             | 0             | 35       | 4      | 6           | 0          |
| C. Gasser      | 2                    | 0                    | 0                    | 0                    | 30           | 0            | 5            | 0            | 1             | 0             | 0             | 0             | 33       | 0      | 5           | 0          |
| M. Giusto      | 0                    | 0                    | 0                    | 0                    | 33           | 4            | 2            | 0            | 1             | 0             | 0             | 0             | 34       | 4      | 2           | 0          |
| Y. Gomes       | 0                    | 0                    | 0                    | 0                    | 14           | 0            | 2            | 0            | 0             | 0             | 0             | 0             | 14       | 0      | 2           | 0          |
| M. Göppel      | 0                    | 0                    | 0                    | 0                    | 0            | 0            | 0            | 0            | 0             | 0             | 0             | 0             | 0        | 0      | 0           | 0          |
| N. Hug         | 0                    | 0                    | 0                    | 0                    | 25           | 0            | 2            | 0            | 1             | 0             | 0             | 0             | 26       | 0      | 2           | 0          |
| E. Ibrišimović | 0                    | 0                    | 0                    | 0                    | 6            | 0            | 3            | 0            | 0             | 0             | 0             | 0             | 6        | 0      | 3           | 0          |
| K. Iodice      | 0                    | 0                    | 0                    | 0                    | 2            | 0            | 1            | 0            | 0             | 0             | 0             | 0             | 2        | 0      | 1           | 0          |
| G. Lüchinger   | 2                    | 0                    | 0                    | 1                    | 34           | 4            | 7            | 0            | 1             | 0             | 0             | 0             | 37       | 4      | 7           | 1          |
| N. Milinceanu  | 2                    | 0                    | 0                    | 0                    | 5            | 1            | 0            | 0            | 1             | 0             | 0             | 0             | 8        | 1      | 0           | 0          |
| L. Obexer      | 0                    | 0                    | 0                    | 0                    | 22           | 0            | 6            | 0            | 0             | 0             | 0             | 0             | 22       | 0      | 6           | 0          |
| J. Ospelt      | 1                    | 0                    | 0                    | 0                    | 2            | 0            | 0            | 0            | 0             | 0             | 0             | 0             | 3        | 0      | 0           | 0          |
| B. Prokopič    | 1                    | 0                    | 0                    | 0                    | 21           | 0            | 2            | 1            | 0             | 0             | 0             | 0             | 22       | 0      | 2           | 1          |
| F. Rahimi      | 2                    | 0                    | 0                    | 0                    | 16           | 0            | 1            | 0            | 0             | 0             | 0             | 0             | 18       | 0      | 1           | 0          |
| S. Santin      | 0                    | 0                    | 0                    | 0                    | 8            | 0            | 0            | 0            | 1             | 0             | 0             | 0             | 9        | 0      | 0           | 0          |
| F. Saglam      | 0                    | 0                    | 0                    | 0                    | 0            | 0            | 0            | 0            | 0             | 0             | 0             | 0             | 0        | 0      | 0           | 0          |
| Y. Schmid      | 2                    | 0                    | 0                    | 0                    | 35           | 3            | 5            | 0            | 1             | 0             | 0             | 0             | 38       | 3      | 5           | 0          |
| J. Schmied     | 0                    | 0                    | 0                    | 0                    | 32           | 7            | 6            | 0            | 0             | 0             | 0             | 0             | 32       | 7      | 6           | 0          |
| D. Schwizer    | 2                    | 0                    | 1                    | 0                    | 0            | 0            | 0            | 0            | 0             | 0             | 0             | 0             | 2        | 0      | 1           | 0          |
| D. Simani      | 2                    | 0                    | 0                    | 0                    | 32           | 0            | 12           | 0            | 1             | 0             | 0             | 0             | 35       | 0      | 12          | 0          |
| M. Sutter      | 2                    | 1                    | 0                    | 0                    | 31           | 1            | 3            | 0            | 1             | 0             | 0             | 0             | 34       | 2      | 3           | 0          |
| B. Sülüngöz    | 0                    | 0                    | 0                    | 0                    | 0            | 0            | 0            | 0            | 0             | 0             | 0             | 0             | 0        | 0      | 0           | 0          |
| S. Wieser      | 2                    | 0                    | 1                    | 0                    | 16           | 1            | 5            | 1            | 1             | 0             | 1             | 0             | 19       | 1      | 7           | 1          |
| T. Çiçek       | 2                    | 2                    | 2                    | 0                    | 32           | 4            | 6            | 0            | 1             | 0             | 0             | 0             | 35       | 6      | 8           | 0          |
| D. Đokić       | 1                    | 0                    | 0                    | 0                    | 28           | 3            | 0            | 0            | 0             | 0             | 0             | 0             | 29       | 3      | 0           | 0          |